# Poço da morte
O poço da morte é uma atração de feira, consistindo numa estrutura cilíndrica, entre 6 e 11 metros de diâmetro, dentro do qual motociclistas fazem exibições e acrobacias na parede vertical, não caindo devido à força centrífuga.